# باشگاه فوتبال گادمنچستر راورز
باشگاه فوتبال گادمنچستر راورز (به انگلیسی: Godmanchester Rovers Football Club) یک باشگاه فوتبال در شهر گادمنچستر، کشور انگلستان است که در سال میلادی تأسیس شده‌است.